# Hornrevet
Hornrevet eller Horn Reef är ett rev strax sydväst om Bouvetön (Norge). Det sträcker sig sydväst ut från Larsøya. Den norske kaptenen Harald Horntvedt (1879–1946) kartlade och namngav revet i december 1927 under Norvegia-expeditionerna.